# Estadio Américo Montanini
Het Estadio Américo Montanini is een multifunctioneel stadion in Bucaramanga, een stad in Colombia. 
Het stadion wordt vooral gebruikt voor voetbalwedstrijden, de voetbalclub Atlético Bucaramanga maakt gebruik van dit stadion. Het wordt ook gebruikt voor het Olympisch kwalificatietoernooi voetbal 2020 van de COMNEBOL. In het stadion is plaats voor 28.000 toeschouwers. Het stadion werd geopend tussen 1941 en 1948. Het werd daarna gerenoveerd in 1955, 1972, 1995 en 2006. Bij de renovatie in 2006 werd er een kunstgrasveld neergelegd.

## Afbeeldingen

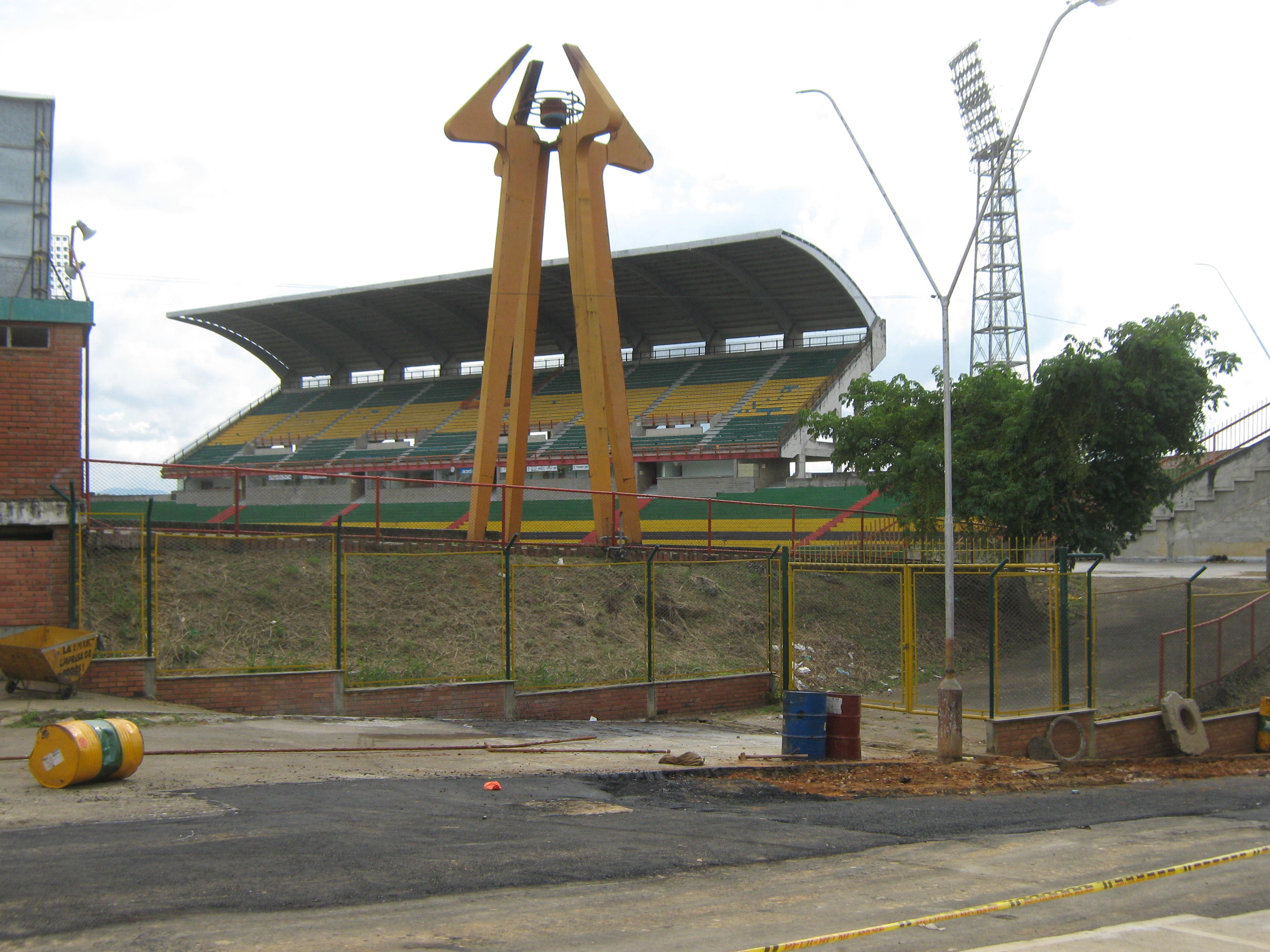
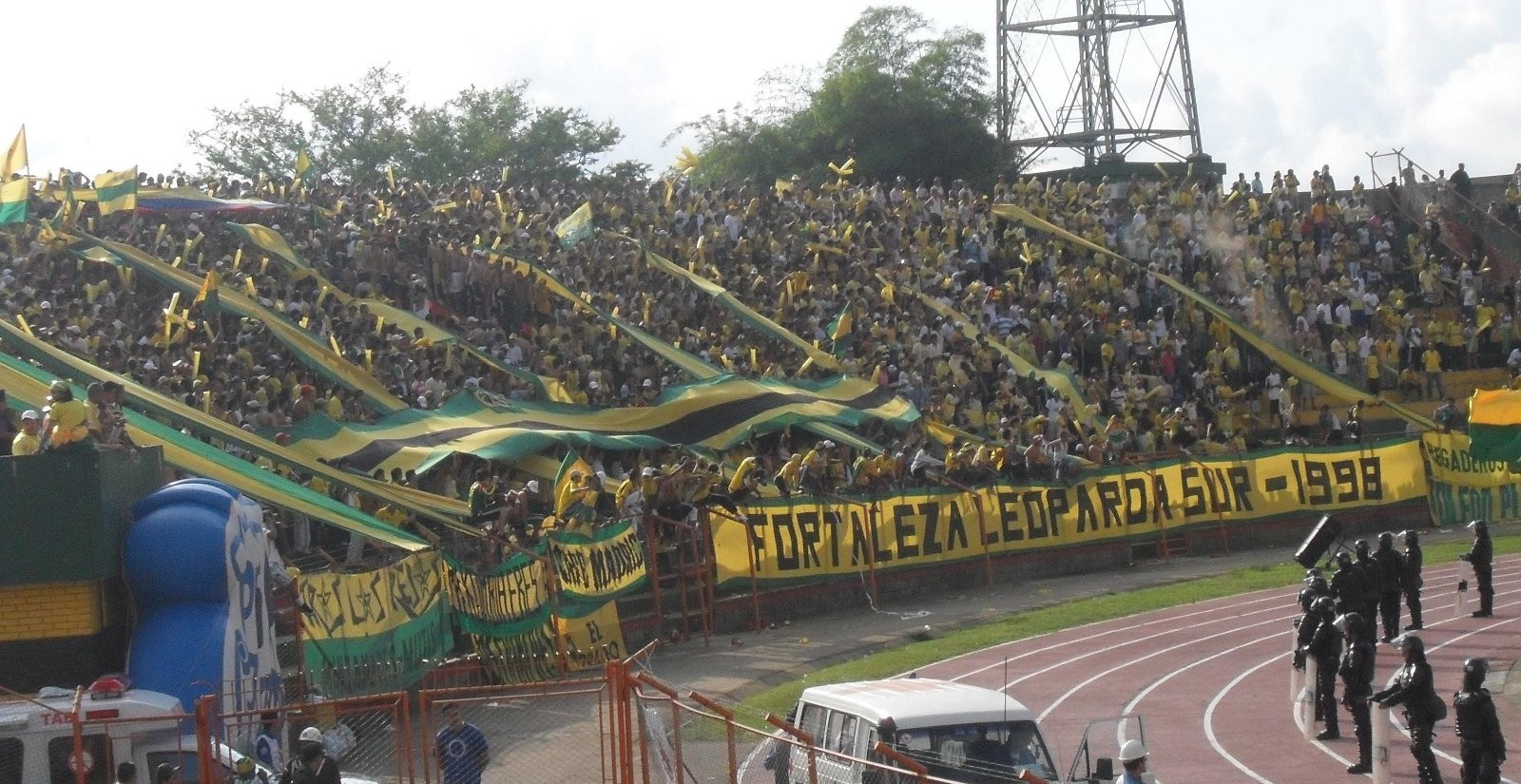
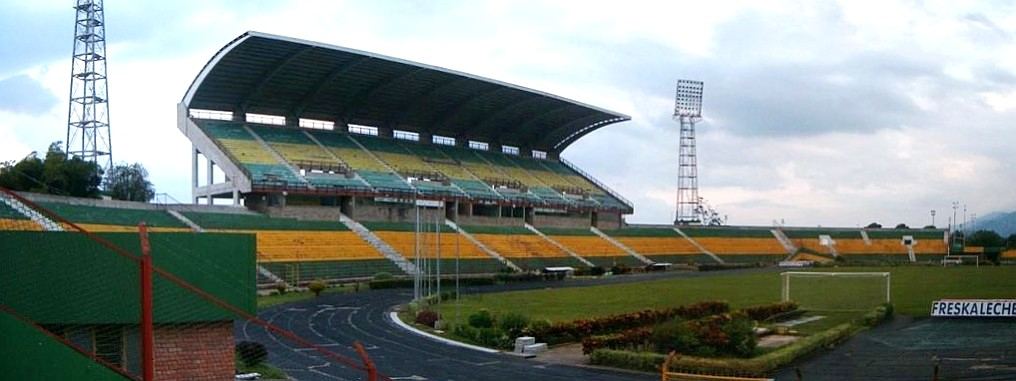
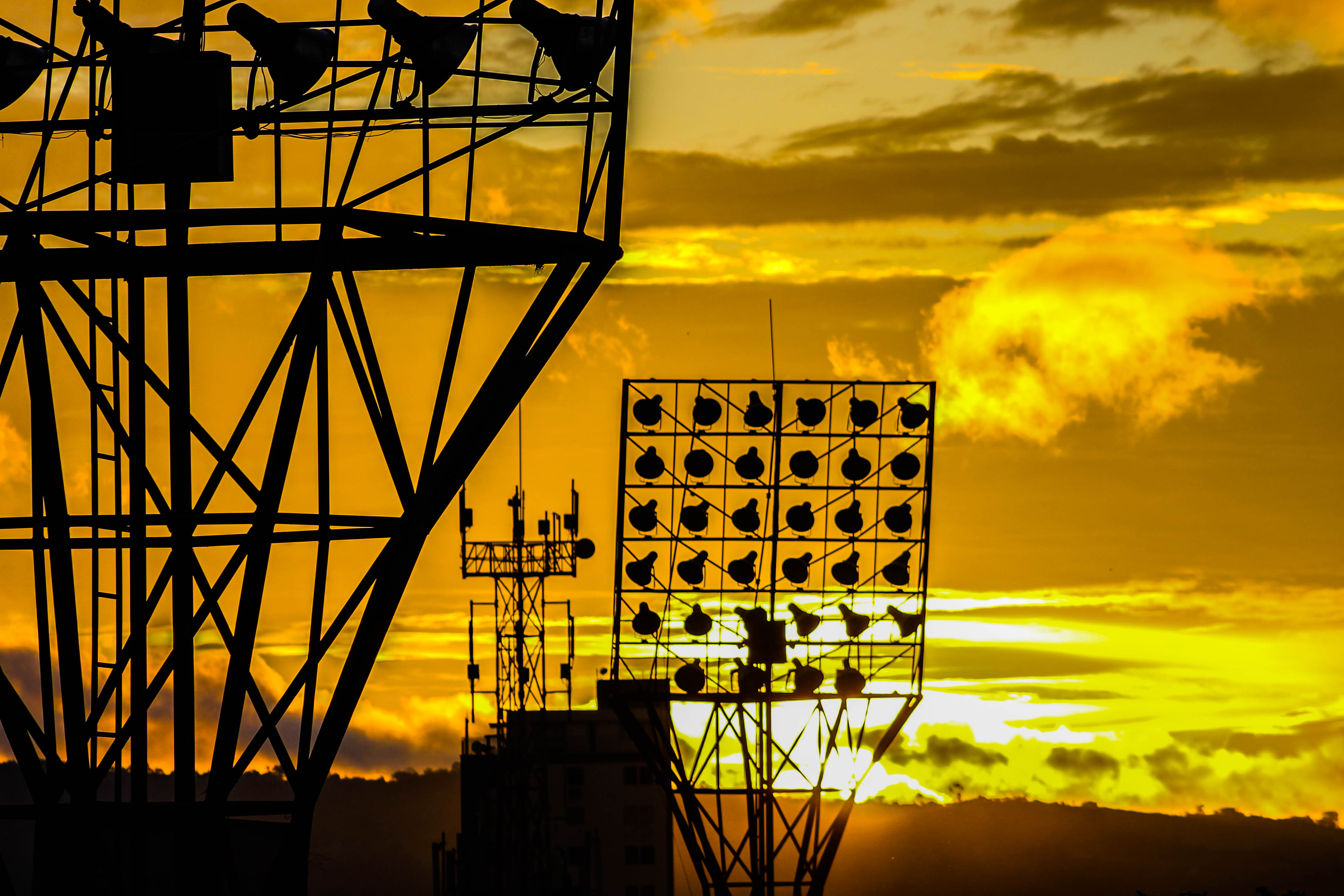